# Pleurtuit
Pleurtuit är en kommun i departementet Ille-et-Vilaine i regionen Bretagne i nordvästra Frankrike. Kommunen ligger i kantonen Dinard som tillhör arrondissementet Saint-Malo. År 2022 hade Pleurtuit 7 064 invånare.

## Befolkningsutveckling
Antalet invånare i kommunen Pleurtuit
Referens:INSEE